# Betalaína

Estructura química de la betanina

Estructura química de la indicaxantina

Las betalaínas son metabolitos secundarios nitrogenados de las plantas que actúan como pigmentos rojos y amarillos. 
Están presentes solamente en el taxón Caryophyllales excepto Caryophyllaceae y Molluginaceae (Clement et al. 1994). En contraste, la mayoría de las demás plantas poseen pigmentos que son antocianinas (que pertenecen al grupo de los flavonoides). Las betalaínas y las antocianinas son mutuamente excluyentes, por lo que cuando se encuentran betalaínas en una planta, estarán ausentes las antocianinas, y viceversa.
Al igual que todos los pigmentos, cumplen funciones de atracción de polinizadores y dispersores, pero probablemente tienen funciones adicionales, como absorción de luz ultravioleta y protección contra el herbivorismo.